# Milorad Ratkovic
Milorad Ratkovic (Zenica, 15 d'octubre de 1964) és un exfutbolista iugoslau i bosnià, que jugava de migcampista.
Va començar la seua carrera en el club de la seua ciutat natal, el Celik Zenica, on va passar a un gran de la lliga iugoslava, l'Estrella Roja, i al Borac Banja Luka.
El 1992 passa a la lliga espanyola, on discorrerà la major part de la seua trajectòria. Fitxa pel Celta de Vigo, equip al qual va militar durant sis temporades, sense fer-se un lloc en l'onze titular, tret de la temporada 95/96, la seua millor campanya amb 36 partits i 5 gols. La temporada 98/99 passa al Sevilla FC, amb qui aconsegueix l'ascens a primera divisió, tot i que el bosnià amb prou feines apareixeria en onze partits. Al final d'aqueixa temporada, hi penjaria les botes.